# Synagogue Itzkovitch
La synagogue Itzkovitch (hébreu : בית הכנסת איצקוביץ') est un shtiebel situé 4 rue Rav Schach dans le centre-ville de Bnei Brak, en Israël. Il est considéré comme une des synagogues les plus actives du monde, avec des temps de prières s'y déroulant jour et nuit, simultanément dans plusieurs salles différentes. Itzkovitch accueille en moyenne 17 000 visiteurs par jour.